# Llangorse Lake
Llangorse Lake är en sjö i Storbritannien.   Den ligger i kommunen Powys och riksdelen Wales, i den södra delen av landet, 220 km väster om huvudstaden London. Llangorse Lake ligger 152 meter över havet. Arean är 1,5 kvadratkilometer. Trakten runt Llangorse Lake består i huvudsak av gräsmarker. Den sträcker sig 1,5 kilometer i nord-sydlig riktning, och 1,7 kilometer i öst-västlig riktning.